# Ошо (термин)
 Тази статия е за израза.  За индийския духовен учител вижте Ошо.  
Ошо е японски прочит на китайския израз хе шанг (和尚), означаващ будистки монах от висок ранг или изключително целомъдрен будистки монах. Също така е почтително название за будистките монаси и може да бъде използвано заедно с наставката -сан. Според японския речник Коджиен и речника Канджиген на източниците на китайските йероглифи, израза произхожда от санскрит упадхая, означаващо „майстор“ в смисъла на „учител“.
Според Коджиген двата йероглифа правят дума да се произнася ошо само в школите дзен и Чиста земя. Например се чете кашо в школата Тендай и важо в школата Шингон.